# Gleichen (thüringisches Adelsgeschlecht)

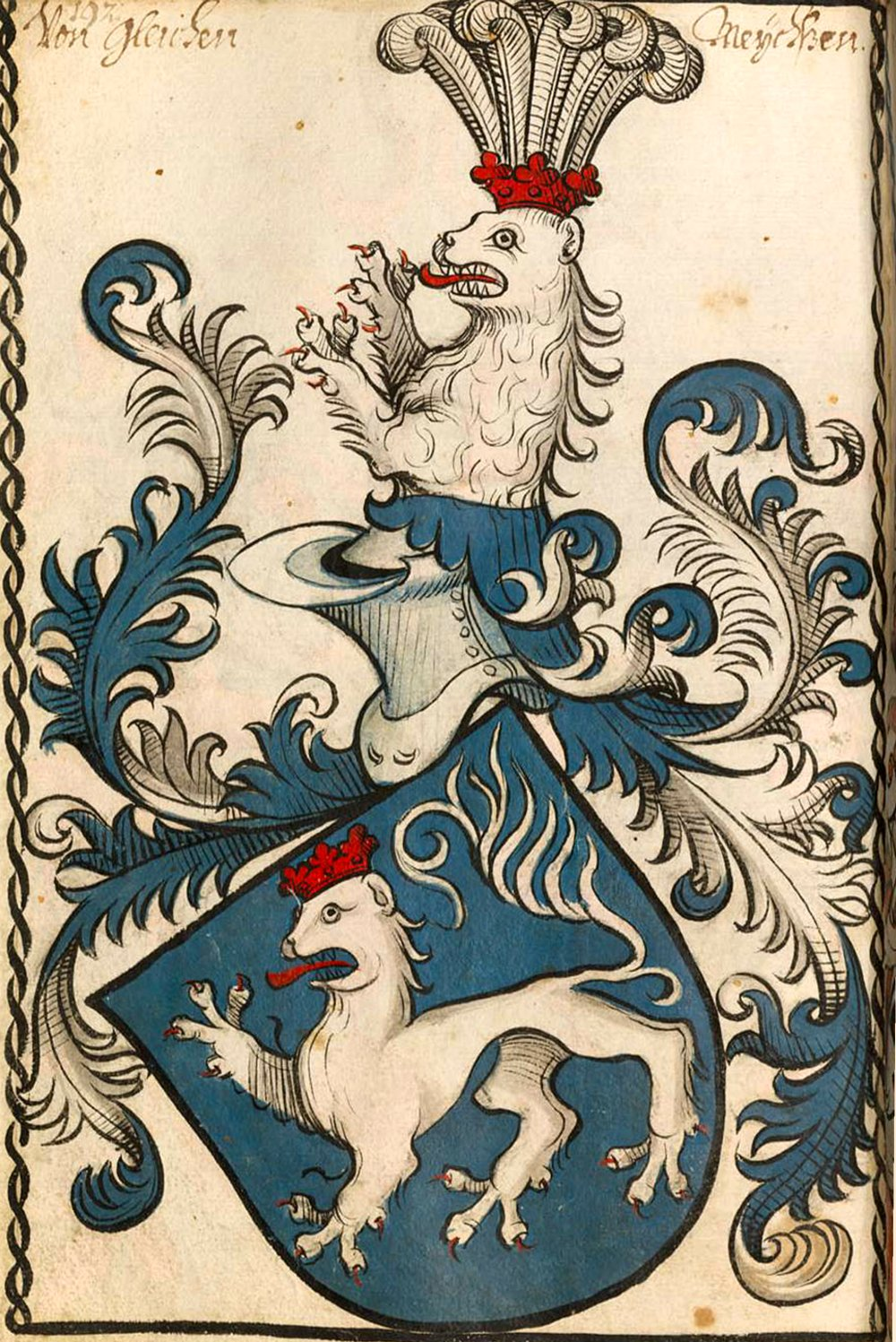
Stammwappen der Grafen von Gleichen nach dem Scheiblerschen Wappenbuch

Gleichen (auch Grafen von Gleichen) ist der Name eines Adelsgeschlechts in Thüringen. Die Familienmitglieder sind seit 1099 als Herren und Grafen von Tonna urkundlich belegt und besaßen als Stammsitze die Kettenburg in Gräfentonna sowie seit 1130 die Burg Gleichen bei Gotha sowie die Grafschaft Gleichen. Das Geschlecht gehörte zu den Reichsständen und damit zum Hohen Adel. Die Grafen von Gleichen waren im Mittelalter als Vögte über die Stadt Erfurt die wichtigsten Vertreter des Mainzer Erzstifts in Mittelthüringen sowie die vorherrschenden Mainzer Lehnsträger im Eichsfeld. 1631 ist das Geschlecht erloschen.

## Geschichte der Familie zu Tonna und Gleichen
1089 werden sie als Grafen von Tonna erwähnt. Ab 1120 bis 1290 waren sie erzbischöflich mainzische Vögte über die Stadt Erfurt. Nachdem die Burg Gleichen bei Gotha 1134 an Kurmainz gefallen war, belehnten die Erzbischöfe die Grafen von Tonna 1130 mit ihr. Die Grafen erwarben in der Folge Güter auch in der kurmainzischen Exklave Eichsfeld, die sie 1294 an das Erzstift Mainz zurück verkauften. Ab 1342 bauten sie sich als hersfeldische Vögte über Ohrdruf eine kleine Herrschaft auf und verlegten 1590 ihre Hofhaltung von Tonna und Gleichen nach Ohrdruf, wo sie das Schloss Ehrenstein errichteten. Sie erwarben auch Lehnsgüter von den Markgrafen von Meißen und erbten 1583 die reichsunmittelbaren Grafschaften Pyrmont und Spiegelberg. 1631 erlosch das Grafenhaus.
Die Herren und (ab 1858 bayerischen) Freiherren von Gleichen waren vermutlich Ministerialen der Grafen von Gleichen. Sie sind seit 1418 urkundlich bekannt und waren im thüringischen Ingersleben und Tannroda begütert. 1732 beerbten sie die erloschenen Herren von Rußwurm auf dem unterfränkischen Schloss Greifenstein und nennen sich seither von Gleichen gen. von Rußwurm. Diese Familie besteht noch. Mit den niedersächsischen Freiherren von Uslar-Gleichen besteht keine Verwandtschaft.

### Ursprung und Besitztümer
Legendäre Abstammung
Alten Schriften ist eine als legendenhaft zu betrachtende Abstammung zu entnehmen, wonach die Grafen von Gleichen ursprünglich im Stammesherzogtum Sachsen (heutiges Niedersachsen) beheimatet gewesen, von dort jedoch nach Thüringen vertrieben worden seien. In Thüringen sollen sie um 720 in Mühlberg und Wachsenburg Bergschlösser gebaut und beide „Gleichen“ benannten haben. Tatsächlich wurden die dortigen drei „Gleichenschlösser“ zwischen dem 8. und 11. Jahrhundert erbaut, hatten aber nie dieselben Besitzer.
Weiterhin wurde später von einem Gleichen mit Beinamen „der Schwarze“ gesprochen, der in sächsischem Dienst bei einer Schlacht in Buchholz 779 gegen die Franken gefangen genommen worden sei. Er solle später in gutem Ansehen bei Karl dem Großen gestanden und sich fünf Jahre nach der Schlacht auf mehrmalige Bitten Karls des Großen zum Christentum bekehrt haben. Verheiratet mit Agnete von Winsenburg zeugte er zwei Söhne Witikind und Walprecht. Auch diese beiden Brüder standen hoch in der kaiserlichen Gunst und erhielten in Thüringen einen Landstrich von zehn Meilen Breite und 20 Meilen Länge zum Geschenk, den sie sich teilten. Der Enkel von Walprecht (oder Walperti) soll der Stammvater der Grafen von Gleichen sein, sein Bruder Witikintus der Stammvater der später gräflichen Familie von Schwarzenberg (die aber tatsächlich ein Zweig der fränkischen Seinsheimer sind).
Belegte Ursprünge

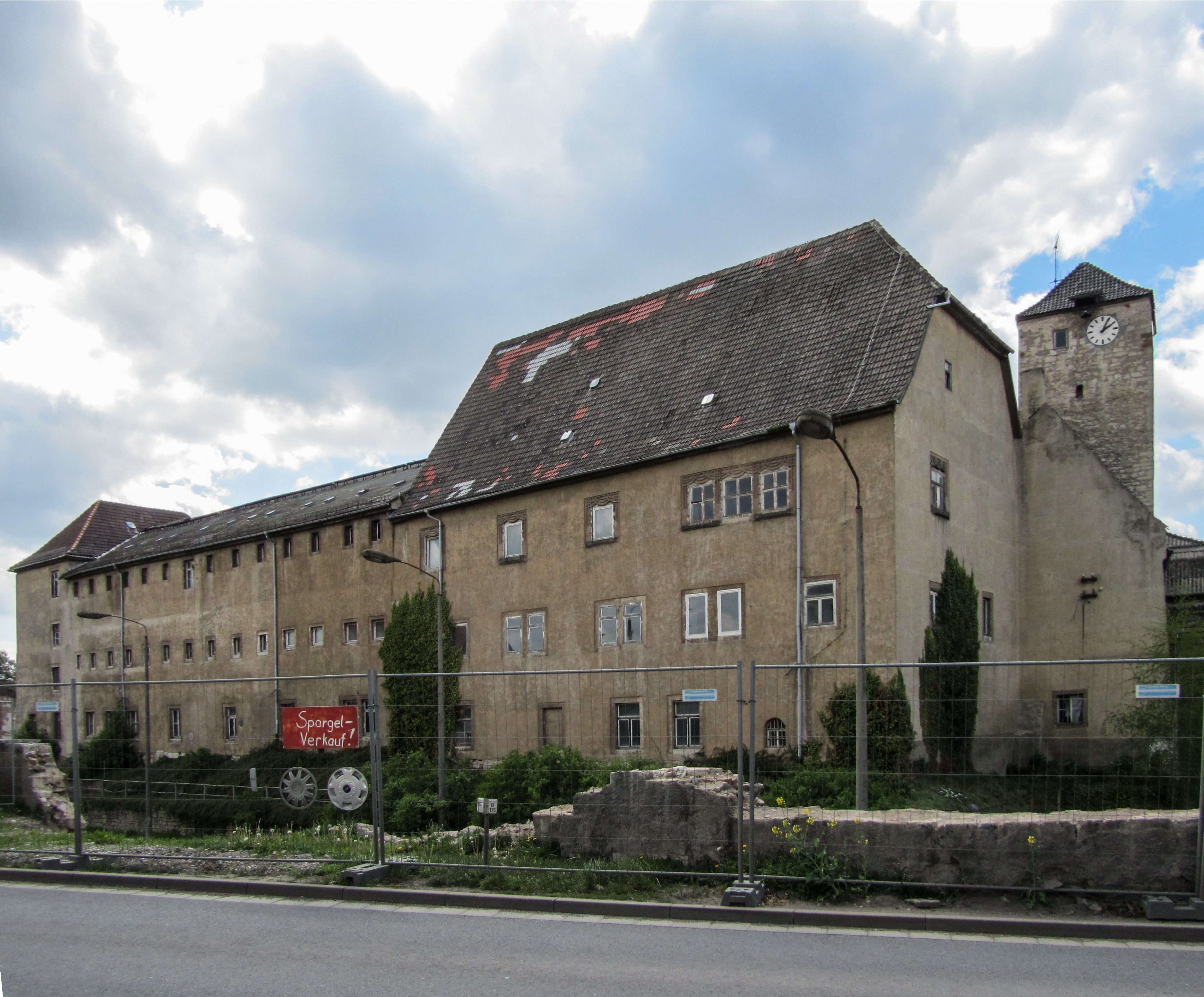
Schloss Tonna (Kettenburg), spätestens seit 1089 im Besitz der Familie, später vielfach umgebaut

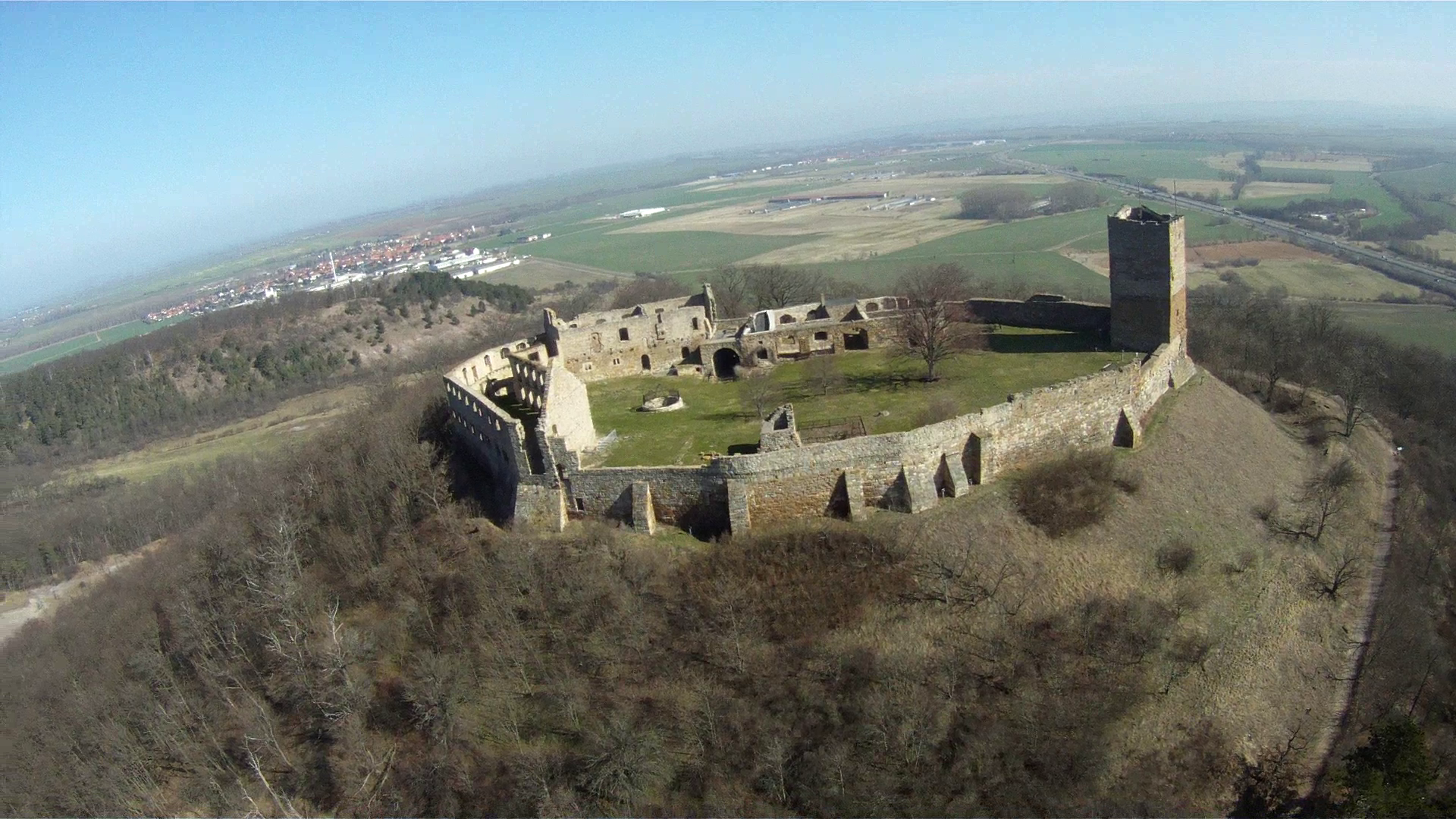
Burg Gleichen, seit 1130 im Besitz

Nach ihrem Stammsitz Tonna, etwa 20 km nördlich von Gotha, nannten sich die späteren Grafen von Gleichen zunächst Grafen von Tonna (1089 erstmals erwähnt Graf Erwin I., † 1116). Tonna war bereits in karolingischer Zeit zwischen 750 und 779 erwähnt worden, als Besitz des Klosters Fulda, und 860 und 874 erscheint dort ein fränkischer Adliger namens Erphold als erster Graf in der villa Tonna; für König Ludwig den Deutschen gründete er die nach ihm benannte Stadt Erfurt. Kurz vor seinem Tod schenkte er seine Besitztümer im Grabfeld und im oberen Eichsfeld der Abtei Fulda und dem Hochstift Würzburg. Jedenfalls ist nicht davon auszugehen, dass zwischen ihm und dem über 200 Jahre später auftauchenden Grafengeschlecht eine Abstammungskontinuität besteht.
1089 ist Graf Erwin I. als erster fassbarer Angehöriger der späteren Gleichengrafen auf Schloss Tonna nachgewiesen, das um 1200 als spätromanische Wasserburg erneuert wurde. Im Dienst der Erzbischöfe von Mainz erwarb das Grafenhaus im Jahr 1120 die Vogtei über die Stadt Erfurt, 1134 über das dortige Peterskloster und über andere Besitzungen in Mittelthüringen. Es verfügte über umfangreichen Grund- und Lehnsbesitz im kurmainzischen Erfurter Gebiet, darunter die kleine Grafschaft Vieselbach, die bis zum Verkauf an den Rat der Stadt im Jahr 1343 unter der Herrschaft des Hauses Tonna-Gleichen verblieb.
1130 belehnte das Erzbistum Mainz Graf Erwin II. († um 1193) mit der Burg Gleichen bei Gotha, die zuvor den Askaniern gehört hatte und nach der sich das Geschlecht seit 1162 Grafen von Gleichen nannte. Die Burg war bis 1455 ihr neuer Stammsitz, bevor dieser wieder nach Tonna zurückverlegt wurde. Unter Lambert II. von Gleichen erreichte die Familie im 13. Jahrhundert einen Höhepunkt ihrer Machtentfaltung, geriet aber wegen ihrer Lehnsbindung an Mainz in zunehmende Gegnerschaft zum Thüringer Landgrafenhaus (den Ludowingern), sowohl im Eichsfeld als auch in Mittelthüringen. Bei der Verteidigung der ihm gehörenden Harburg im Eichsfeld geriet Graf Ernst II. von Gleichen-Gleichenstein, ein Bruder des Grafen Erwin von Tonna-Gleichen, 1170 in die Gefangenschaft des Landgrafen und wurde mit Zustimmung des Kaisers exekutiert. Die Fehde mit den Landgrafen führte 1178 zur erneuten Belagerung und Zerstörung der Burg Gleichen. Nach diesen Kämpfen, die auch Teil des Machtkampfes im staufisch-welfischen Thronstreit waren, besserte sich das Verhältnis zwischen den Landgrafen und den Gleichengrafen; letztere erhielten eine Reihe von Belehnungen und Vogteien vonseiten der Landgrafschaft, darunter die Orte Emleben, Günthersleben, Wechmar und Schwabhausen sowie das Dorf Gräfenhain am Nordrand des Thüringer Waldes. Auch besaßen die Grafen mehrere Höfe in der Erfurter Altstadt, überwiegend im Bereich des Anger und der Bartholomäuskirche.
Graf Ernst I. von Tonna (1116–1152) wurde 1140 von Kurmainz mit Gütern im Eichsfeld belehnt, die nach dessen Tod an seinen zweiten Sohn Ernst II. (1152–1170) gingen. Dieser stiftete das Kloster Reifenstein als neues Hauskloster im Eichsfeld. Dort besaß das Grafenhaus die Burg Gleichenstein, die 1180 erstmals als Burg Velsecke erwähnt wird und 1234 bei Auseinandersetzungen zwischen dem Erzbischof von Mainz und dem Thüringer Landgrafen Heinrich Raspe zerstört wurde. Sie wurde danach wohl um 1241–46 von Heinrich I. von Gleichen (der die Burg Gleichenstein und sich selbst nach ihr benannte) wieder aufgebaut. Auch die Burg Birkenstein befand sich während des 13. Jahrhunderts im Besitz der Gleichensteiner Grafen. Die Burg Scharfenstein im Eichsfeld hatten die Gleichengrafen um 1200 errichtet, doch war sie bereits 1219 vom Landgrafen Ludwig IV. von Thüringen, der das Gebiet beanspruchte, erobert und zerstört worden; danach wieder aufgebaut, blieb sie landgräfliches Lehen.
Die zum Erzbistum Mainz gehörige Stadt Erfurt versuchte bereits im 12. Jahrhundert vergeblich Reichsstadt zu werden und geriet damit in Konflikt mit den Grafen von Gleichen, die als Gerichtsherren, erzbischöfliche Vögte des Petersklosters und Statthalter dort präsent waren. Der Einfluss der Grafen von Gleichen auf die prosperierende Stadt nahm auch wegen deren finanziellen Probleme beständig ab. 1283 waren die Grafen gezwungen, ihre Vogteirechte an den Erfurter Magistrat zu verpfänden. 1294 mussten sie aufgrund ihrer Verschuldung ihre eichsfeldischen Besitzungen samt den oben genannten Burgen an das Erzstift Mainz veräußern. Die Herrschaft Vieselbach kam an die Stadt Erfurt, die schließlich 1290 auch die Vogteirechte über die Stadt den Grafen abkaufte.

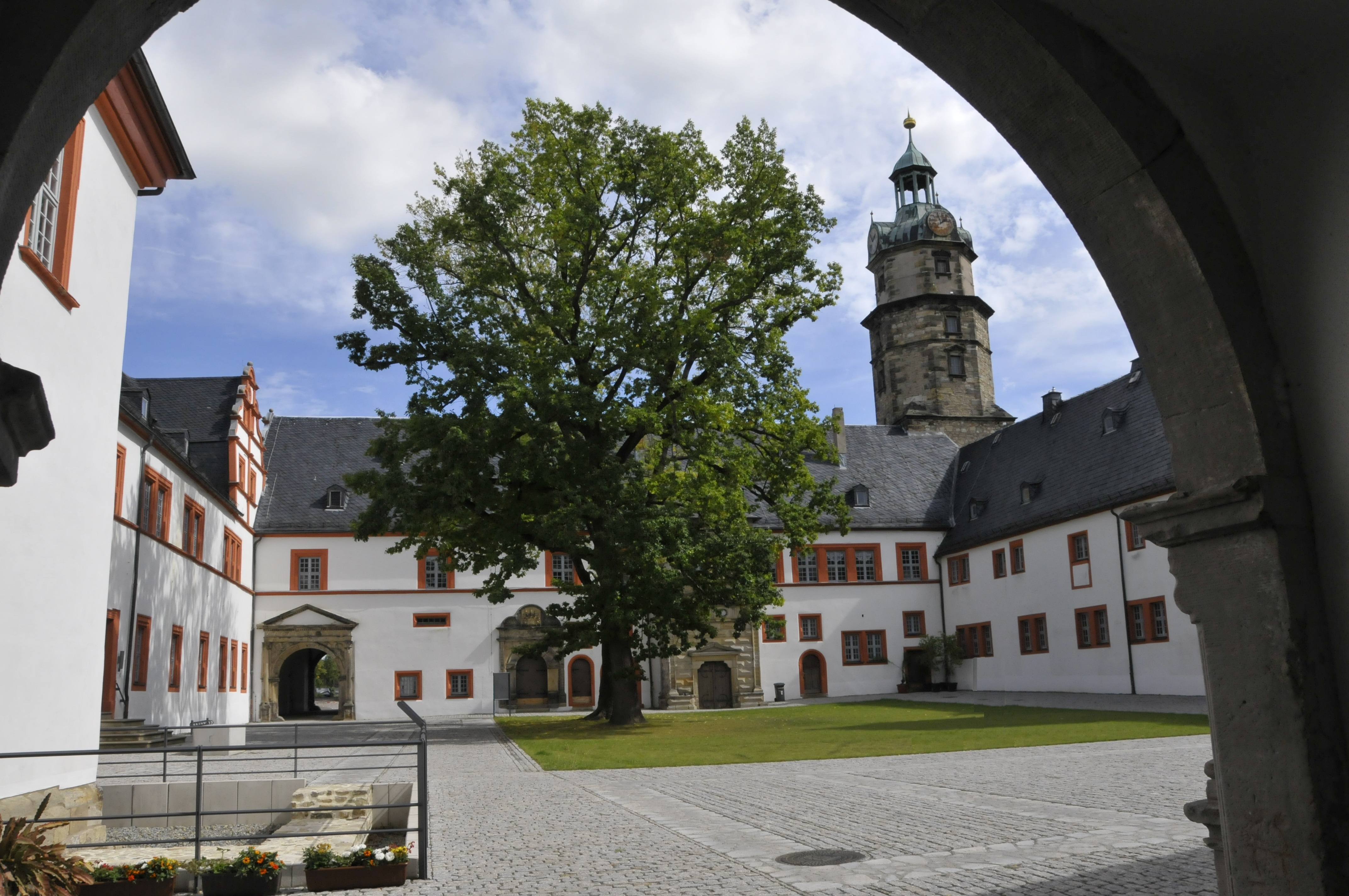
Schloss Ehrenstein in Ohrdruf, 1342 erworben, ab 1550 neu erbaut

Zum Ausgleich begannen die Gleichengrafen Mitte des 14. Jahrhunderts, sich ein kleines, in sich geschlossenes Territorium zwischen Ohrdruf (die hersfeldische Vogtei seit 1170; die Stadt 1342 vom Thüringer Landgrafen Balthasar erworben) und Wandersleben zu schaffen. Bereits 1332 hatte der Graf Hermann von Gleichen in Ohrdruf das Schultheißenamt erworben, zwei in der Stadt ansitzende Adelsfamilien (Witzleben und Stutternheim) hatten 1351 ihre Güter in Ohrdruf und Wechmar an die Gleichen-Grafen übergeben. Der um Ohrdruf gelegene Besitz hatte 1409 nochmals Zuwachs durch eine Erbmasse aus dem Besitz der Herren von Salza erhalten, mit der ursprünglich die Tonnaer Linie bedacht war. Zuletzt kam 1416 ein Gebiet südlich von Weimar an die Grafen von Gleichen, das durch Erbvertrag bei der Heirat des Freiherrn Ludwig von Blankenhain verfügt worden war. Ludwig von Gleichen übernahm das Schloss Blankenhain und begründete die Linie Gleichen-Blankenhain. Seine Gemahlin war eine Tochter des Grafen Günther XXXII. von Schwarzburg und brachte die (reichsunmittelbare) Herrschaft Ehrenstein als Mitgift ein. Ludwigs Nachfahren kauften 1455 auch die Herrschaft des Niederschlosses zu Kranichfeld und Remda; ferner hatten sie in Weimar den Gleichen'schen Hof im Besitz.
1550 begann der Bau des Renaissanceschlosses Ehrenstein in Ohrdruf auf dem Gelände eines 1525 aufgelassenen Klosters. Bei einer Erbteilung hatte Graf Philipp Ernst von Gleichen die Burg Gleichen erhalten und ließ 1588 im Westteil der Burg ein Renaissanceschloss errichten. Schon 1590 verstarb sein in der Herrschaft Tonna regierender Bruder und Philipp Ernst verlegte die Residenz von Tonna nach Ohrdruf. Die Burg Gleichen wurde als Wohnsitz aufgegeben und diente nur noch als Amtssitz und Gefängnis.
Obwohl die Gleichener Grafen schon seit dem 14. Jahrhundert auch als Lehnsleute der Markgrafen von Meißen galten, behielten sie doch in ihren Stammbesitzungen noch lange ihren reichsunmittelbaren Status und erschienen bis 1521 in der Reichsmatrikel. Durch Erbschaft gingen 1583 die beiden reichsunmittelbaren Grafschaften Pyrmont und Spiegelberg an das Haus Gleichen über, das damit seinen Rang unter den Reichsständen wieder befestigte.
1627 starb die bereits hoch verschuldete Linie Gleichen-Blankenhain aus. 1631 starb das Grafenhaus mit Hans Ludwig von Gleichen vermutlich endgültig aus. Von den verbliebenen Gütern gelangte die Obergrafschaft Gleichen (Ohrdruf, Emleben, Schwabhausen, Petriroda, Wechmar, Pferdingsleben, Werningshausen) als Lehen an die Grafen von Hohenlohe-Langenburg, die sich ihrerseits in die Linien Langenburg und Neuenstein aufspalteten und bis 1848 eine gemeinsame Kanzlei und ein lutherisches Konsistorium im Schloss Ehrenstein in Ohrdruf unterhielten und dieses selbst bis 1869 besaßen. Seither führ(t)en die jeweiligen Grafen (ab dem 18. Jahrhundert Fürsten) dieser beiden Hohenloher Linien unter anderem den Nebentitel Graf von Gleichen.
Die 2,5 Quadratmeilen umfassende Untergrafschaft (Gleichen, Wandersleben, Günthersleben, Sülzenbrücken, Ingersleben, Stedten) kam als Lehen an die Grafen von Schwarzburg (Schwarzburg-Arnstadt), die Herrschaft Tonna an die Schenken von Tautenburg (eine Nebenlinie der Schenken von Vargula) und die Grafschaften Pyrmont und Spiegelberg an die Grafen von Waldeck. 1631 erwarb Melchior von Hatzfeldt, ein Feldherr im Dreißigjährigen Krieg, Gleichen, Blankenhain und die Niederburg Kranichfeld und nannte sich ebenfalls Graf von Gleichen. Die Herrschaft Tonna gehörte von 1640 bis 1677 zur Grafschaft Waldeck, wurde dann an Herzog Friedrich I. von Sachsen-Gotha-Altenburg verkauft.

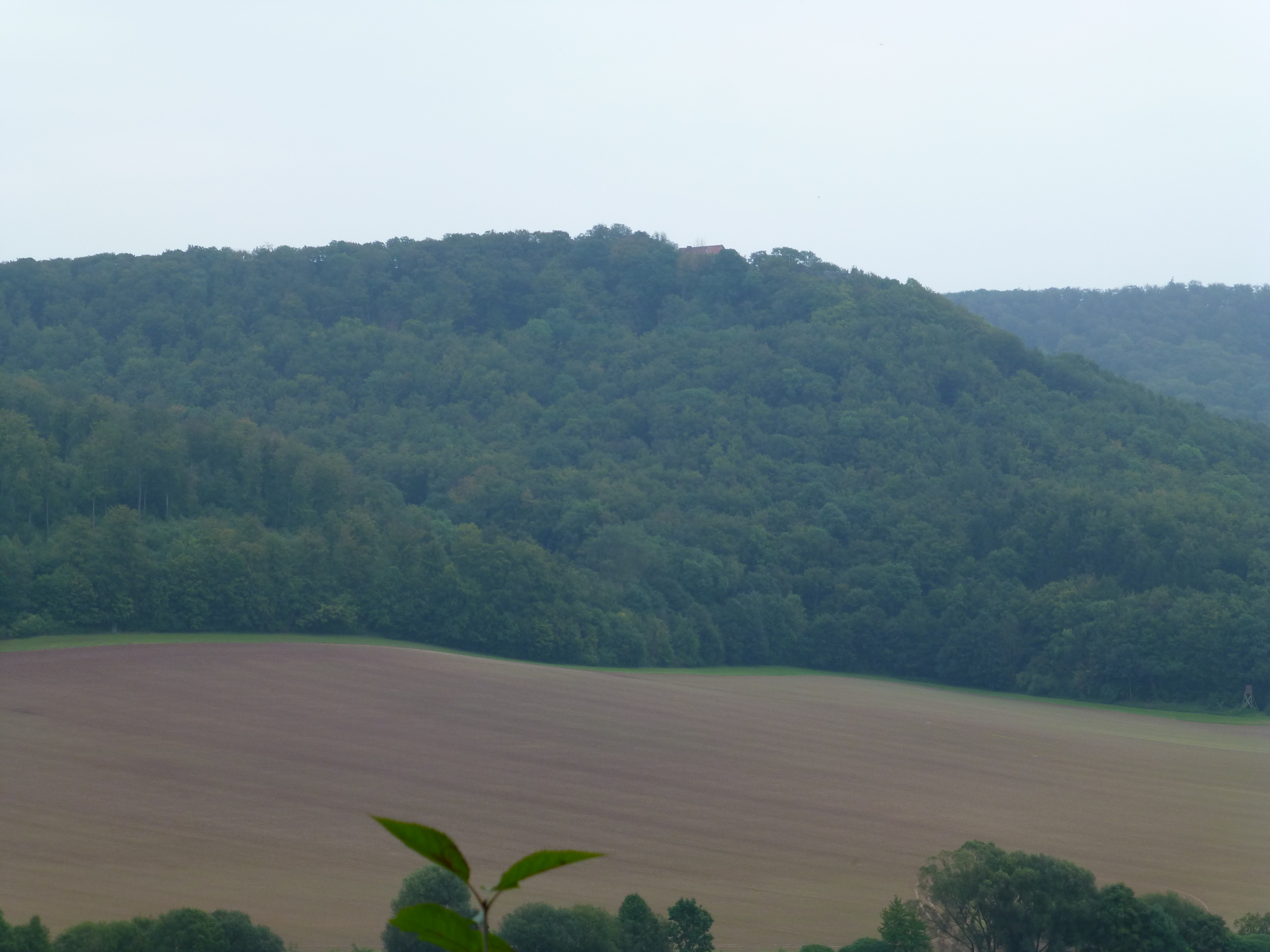
Gleichenstein, Eichsfeld (bis 1294 im Besitz)
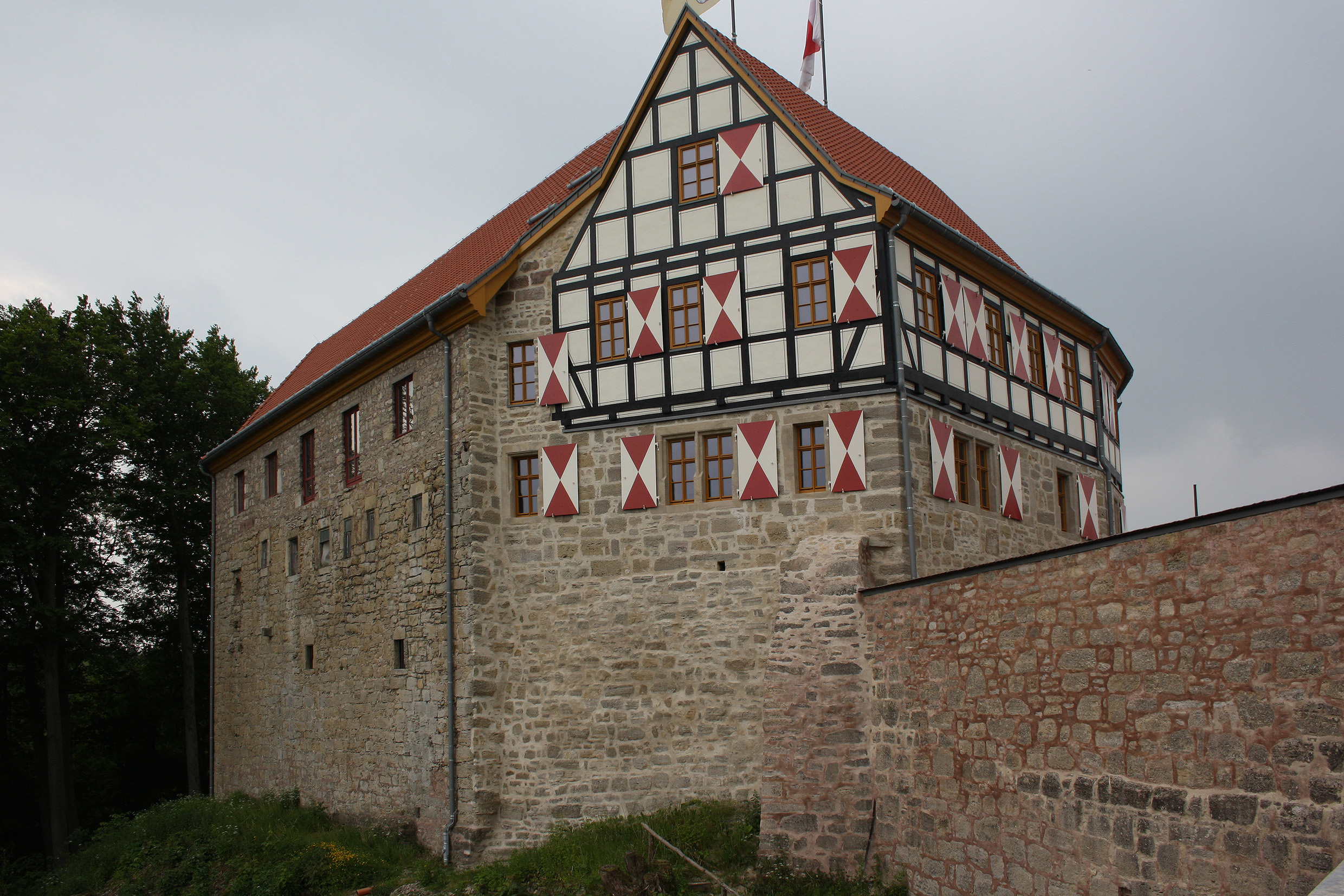
Scharfenstein, Eichsfeld (bis 1294 im Besitz)
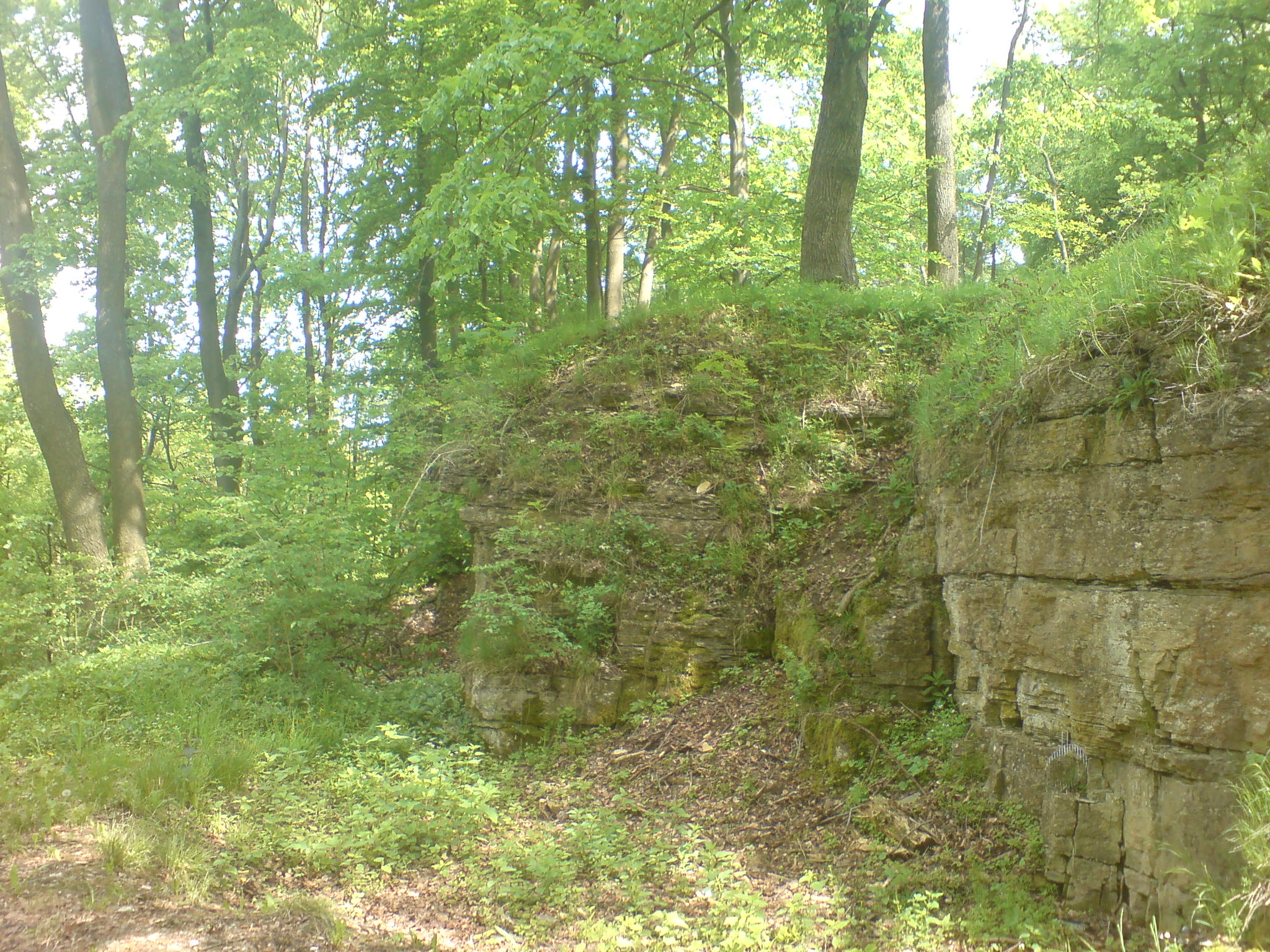
Birkenstein, Eichsfeld (bis 1294 im Besitz)
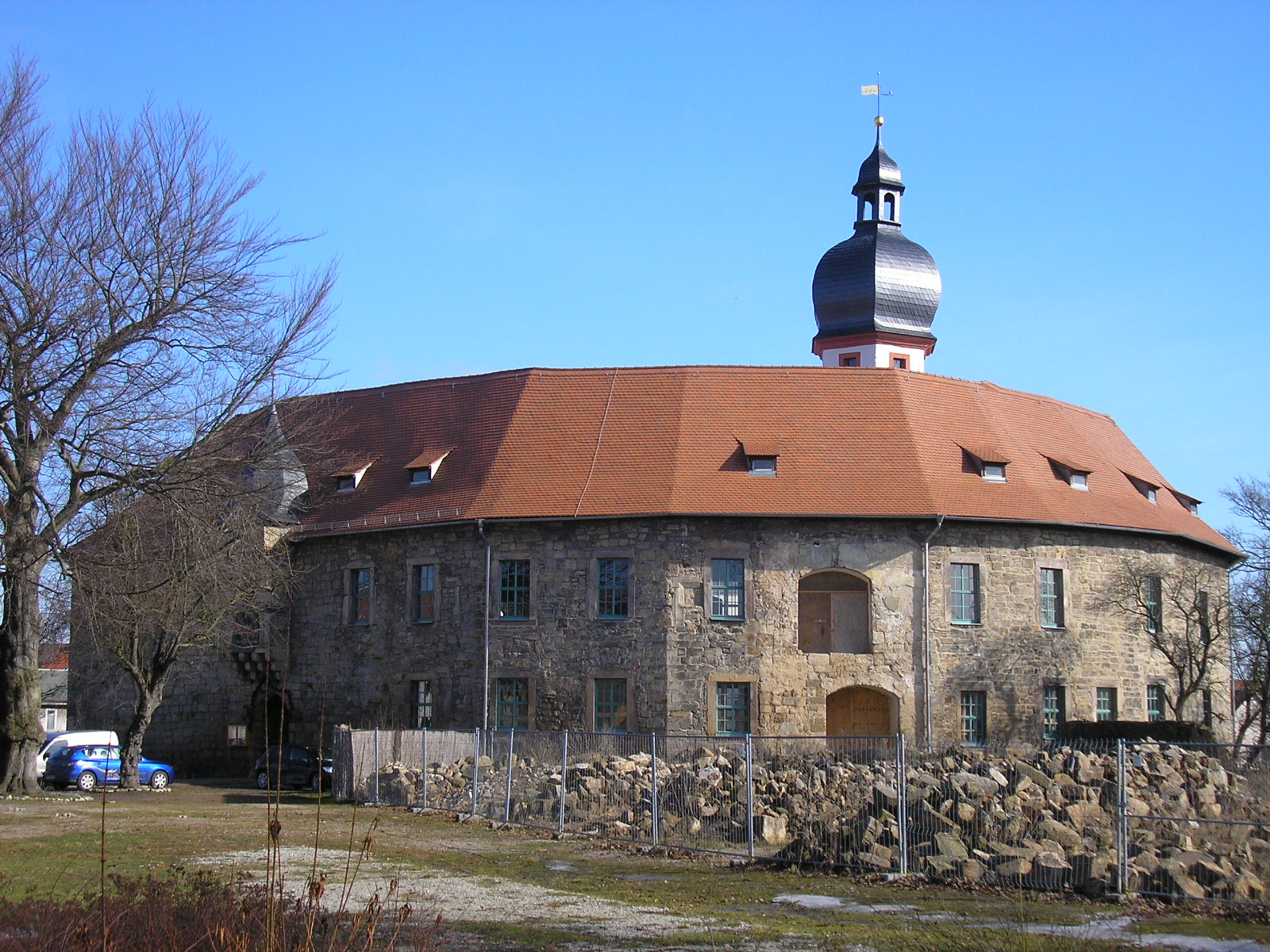
Blankenhainer Schloss (ab 1416 im Besitz)
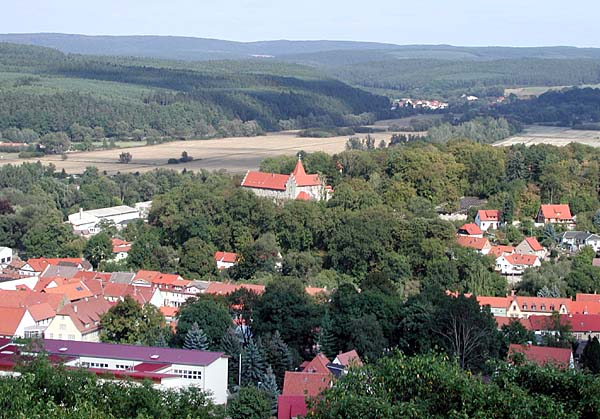
Das Ilmtal mit der Niederburg Kranichfeld (ab 1455 im Besitz)

### Genealogie der Grafen zu Tonna und Gleichen

#### Grafen zu Tonna/Gleichen
- 1. Erwin I., Graf zu Tonna (* ?; † 1116): zeugte Lambert I. und Ernst I.
  - 2. Lambert I. (* ?; 1149)
  - 3. Ernst I. (* ?; † 1152): zeugte Ernst II. und Erwin II.
    - 4. Ernst II. (* ?; † um 1170)
    - 5. Erwin II. von Gleichen (* ?; † um 1193): zeugte Lambert II. und Ernst III.
      - 6. Lambert II. (* ?; † 1228): Teilung unter den Söhnen von Lambert II. in die (lambertschen) Linien Gleichenstein (Eichsfeld) und Gleichen
      - 7. Ernst III. zu Velseck (* ?; † 1230)

### Die (lambertschen) Hauptlinien Gleichenstein (Eichsfeld) undGleichen

#### Erste Lambertsche Linie: Gleichenstein (Eichsfeld)
- 1. Heinrich I. (* ?; † 1257)
  - 2. Albrecht II. (* ?; † 1290)
    - 3. Albrecht III. (* ?; † 1283)
      - 4. Ernst V. (* ?; † um 1270)
        - 5. Heinrich III. (* ?; † 1299): Eichsfelder Vogteirecht wurde 1294 an Erzbistum Mainz verkauft

#### Zweite Lambertsche Linie: Gleichen
- 1. Ernst IV. (* ?; † 1287): zeugte Heinrich IV.
  - 2. Heinrich IV. (* ?; † 1314): zeugte Herman IV. und Heinrich V.; Teilung unter den Söhnen Hermanns IV. in die Linien Blankenstein und Tonna
    - 5. Hermann IV. (* ?; † 1343): führt Linie Tonna weiter
    - 6. Heinrich V. (* ?; † 1345): führt Linie Blankenheim weiter; zeugte Heinrich VI.

  - 3. Erwin III. (* ?; † 1266)
  - 4. Albrecht IV. (* ?; † 1286): zeugte Albrecht V.
    - 7. Albrecht V. (* ?; † 1292)

### Die weiterführenden Linien Blankenstein (Remda, Blankenstein) und Tonna

#### Blankenhain (Linie des Heinrich V.) mit weiterführenden Zweigen Remda und Blankenstein
- 1. Heinrich VI. (* ?; † 1378): zeugte Ernst VIII., Johann I. und Heinrich VII.
  - 2. Ernst VIII. (* ?; † 1414), zeugte Erwin IV., Friedrich und Adolf I.
    - 3. Erwin IV. (* ?; † 1437)
    - 4. Friedrich (* ?; † 1426)
    - 5. Adolf I. (* ?; † 1456)

  - 6. Johann I. (* ?; † um 1385)
  - 7. Heinrich VII. (* ?; † 1415): Teilung unter den Söhnen Heinrichs VII. in die Zweige Remda; zeugte Ernst X., Ludwig I. und Siegmund III.

##### Remda (wf. Linie des Heinrich VII.), erloschen 1596
- 1. Ernst X. (* ?; † 1458): zeugte Ernst XI. und Erwin V.
  - 2. Ernst XI. (* ?; † 1492): zeugte Ernst XIII., Hektor I. und Adolf II.
    - 3. Ernst XIII. (* ?; † 1504)
    - 4. Hektor I. (* ?; † 1548): zeugte Johann II.
      - 5. Johann II. (* ?; † 1545): zeugte Ernst XV., Hektor II. und Gebhard I.
        - 8. Ernst XV. (* ?; † 1551)
        - 9. Hektor II. (* ?; † 1560): zeugte Ludwig Siegmund V.
          - 13. Ludwig Siegmund V. (* ?; † 1574):

        - 10. Gebhard I. (* ?; † um 1565)

    - 6. Adolf II. (* ?; † 1523): zeugte Joachim Jakob
      - 11. Joachim Jakob (* ?; † vor 1544): zeugte Adolf IV.
        - 14. Adolf IV. (* ?; † 1563)

  - 7. Erwin V. (* ?; † 1497): zeugte Johann IV.
    - 12. Johann IV. (* ?; † 1567): zeugte Georg Rudolf
      - 15. Georg Rudolf (* ?; † 1596): letzter Spross der Linie Remda im Mannesstamm.

##### Blankenhain (wf. Linie des Heinrich VII.), erloschen 1621
- 1. Ludwig I. (* ?; † 1467): zeugte Georg I. und Karl I.
  - 2. Georg I. (* ?; † um 1481)
  - 3. Karl I. (* ?; † 1495): zeugte Wolfgang, Ludwig II.
    - 4. Wolfgang (in Blankenhain) (* ?; † 1551)
    - 5. Ludwig II. von Gleichen (in Kranichfeld) (* ?; † 1522): zeugte Karl III., Wolf Siegmund und Ludwig III.
      - 7. Karl III. (* 1517; † 1599): zeugte Volrad; erbt Rembda; unterzeichnete die Konkordienformel von 1577 und das Konkordienbuch von 1580[5].
        - 10. Volrad (* ?; † 1627): mit Graf Volrad starb die Linie Blankenhain im Jahre 1627 im Mannesstamme aus.

      - 8. Wolf Siegmund (* ?; † 1554): zeugte Gebhart II.
        - 11. Gebhard II. (* ?; † um 1575)

      - 9. Ludwig III. (* ?; † 1586): unterzeichnete die Konkordienformel von 1577 und das Konkordienbuch von 1580[6].
- 6. Siegmund III. (in Ehrenstein) (* ?; † 1519)

#### Tonna (Linie des Hermann IV.), erloschen 1631
- 1. Ernst VII. († 1395) († 1345): zeugte Ernst IX.
  - 2. Ernst IX. (* ?; † 1427): zeugte Siegmund I.
    - 3. Siegmund I. (* ?; † 1494): zeugte Siegmund II.
      - 4. Siegmund II. (* ?; † 1525): zeugte Ernst XIV., Siegmund IV., Philipp und Johann III.
        - 5. Ernst XIV. (* ?; † 1568)
        - 6. Siegmund IV. (* ?; † 1556)
        - 7. Philipp (* ?; † 1549): zeugte Georg II.
          - 9. Georg II. (* ?; † 1570): zeugte Georg III., Philipp Ernst und Hans (Johann) Ludwig
            - 10. Georg III. (* ?; † 1578)
            - 11. Philipp Ernst (* ?; † 1619)
            - 12. Hans (Johann) Ludwig (* ?; † 1631): mit Graf Hans (Johann) Ludwig starben die Grafen von Gleichen/Tonna im Jahre 1631 im Mannesstamme aus.

        - 8. Johann III. (* ?; † 1542)

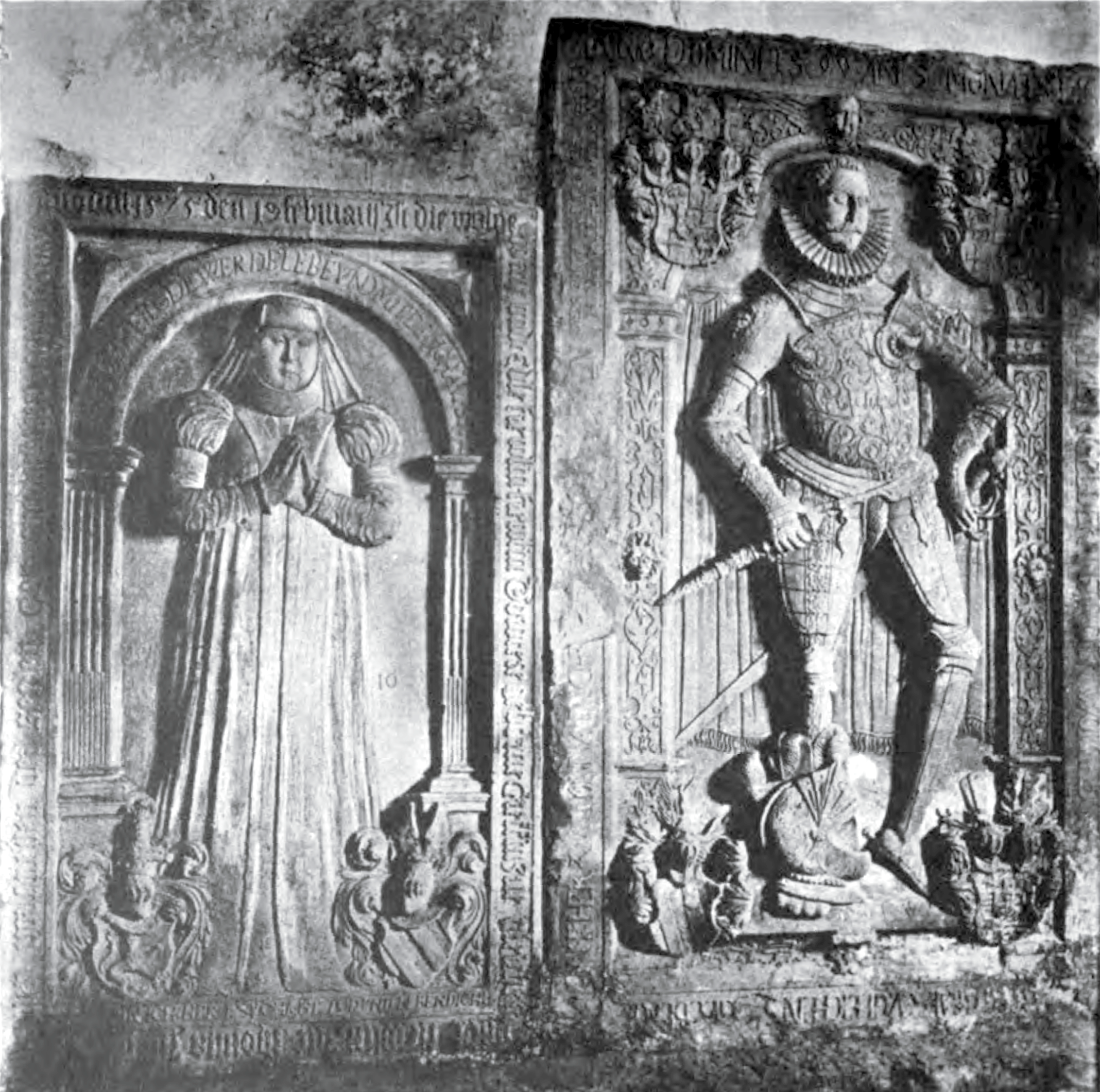
Dorothea und Georg III. von Gleichen, Gruft Gräfentonna
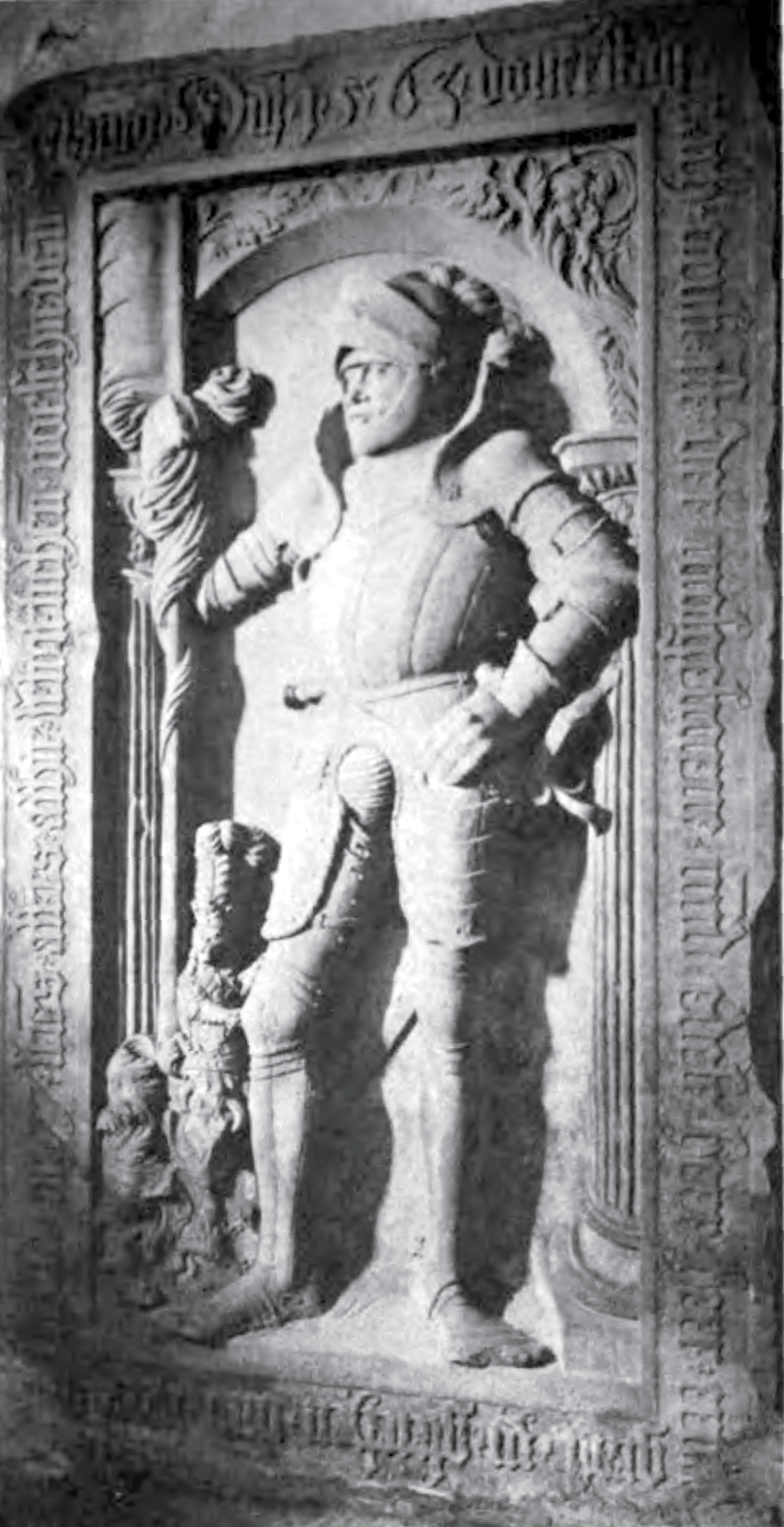
Ernst XV. Graf zu Gleichen und Herr zu Tonna (* ?; † 1563), Gruft Gräfentonna (Lichtdruck von Römmler & Jonas)

## Wappen der Grafen zu Tonna und Gleichen

### Blasonierung
Blasonierung: Das Stammwappen zeigt auf blauem Schild einen leopardisierten, gekrönten, silbernen Löwen; auf dem gekrönten Helm der Löwe wachsend, der mit drei Straußenfedern in Blau, Silber und Blau besteckt ist; die Helmdecken sind Blau und Silber.

### Wappensage
Legende: Besondere Aufmerksamkeit hat bis heute die Sage eines Grafen von Gleichen erhalten, der nach einem Kreuzzug vom Papst die Genehmigung zu einer Doppelehe bekommen haben soll. Die Sage wird Graf Ernst von Gleichen (* 1160; † um 1246) zugeschrieben. Eine Grabplatte im Erfurter Dom gilt als Zeuge dieser Ehe zu dritt.

Gemehrtes Wappen der Grafen von Gleichen aus dem Wappenbuch Johann Siebmachers
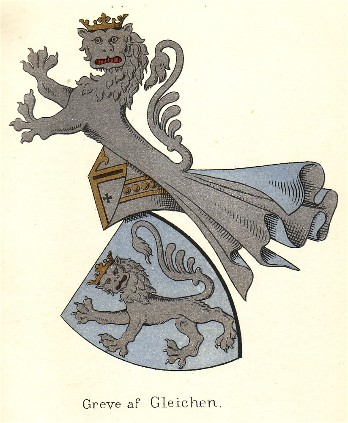
Stammwappen der Grafen von Gleichen; aus Danmarks Adels Aarbog 1894 (Das Silber ist dunkelgrau angelaufen)

## Personen aus der Familie zu Tonna und Gleichen
- Hermann von Gleichen (* ?; † 1289), Bischof von Cammin
- Christoph von Gleichen (* ?; † 1548), Chorbischof in Köln

## Linie des Hermann von Glieche (urk. 1418)
Nach Johann Friedrich Gauhe soll aber noch ein uradliger Ast der Familie von Gleichen im Gothaischen Fürstenthum geblüht haben, welcher die Güter Tannrode und seit 1380 Ingersleben besaß. Erstmals mit Hermann von Glieche 24. August 1418 urkundlich erwähnt, der seine Gemahlin mit einem Hofe zu Ingersleben verleibdingt. Die Stammreihe beginnt gegen Ende des 15. Jahrhunderts mit Curten von Gleichen zu Tannrode und Ingersleben.

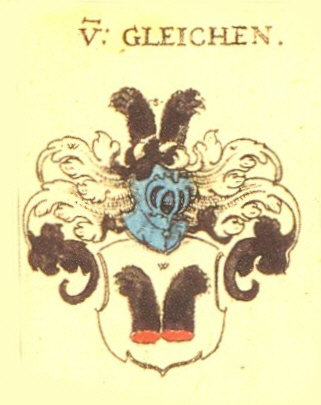
Wappen der Herren von Gleichen

Ob diese Herren und (ab 1858) Freiherren von Gleichen direkte Nachfahren (so Gauhe) oder aber Ministeriale der oben beschriebenen Grafen von Gleichen waren (die 1631 im Mannesstamm erloschen sind), welche den Namen ihrer Herren angenommen hatten (was häufig vorkam), ist nicht erwiesen. Gegen einen abgespaltenen Zweig spricht die Wappenverschiedenheit zwischen den Grafen (silberner bekrönter Löwe auf blauem Grund) sowie den Herren (zwei abgehauene, blutige Bärentatzen auf silbernem Schilde).
Ferner schlossen die Ritter von Gleichen keine nachgewiesenen dynastischen Ehen im Hohen Adel, die im Falle ihrer Zugehörigkeit zum Grafenhause selbstverständlich gewesen wären. Auch erhoben sie keinerlei Erbansprüche nach dem Aussterben der Grafen im Jahre 1631. Damit kann eine legitime Abstammung jedenfalls ausgeschlossen werden. Auch eine Bastardabstammung ist jedoch wenig wahrscheinlich, da eine solche wohl dokumentiert worden wäre und üblicherweise auch zu einer (teilweisen) Wappen-Übereinstimmung geführt hätte. Alles spricht daher für ein Dienstmannen-Verhältnis. Die Grafen von Tonna hatten 1130 die Burg Gleichen bei Gotha als Lehen vom Erzbistum Mainz erhalten und sich seit 1162 nach ihr benannt. Zugleich besaßen sie etliche weitere Burgen und haben auf diesen zweifellos Ministerialen eingesetzt. 1455 verlegten die Grafen ihren Hauptsitz von der Burg Gleichen zurück auf ihren ursprünglichen Stammsitz, die Kettenburg in Gräfentonna. Das Rittergeschlecht namens von Gleichen erscheint erstmals mit Hermann von Glieche am 24. August 1418 urkundlich, als er seiner Gemahlin einen Hof zu Ingersleben überschreibt.
Diese, dem niederen Adel angehörende Familie von Gleichen verschwägerte sich um 1700 mit den von Rußwurm und nannte sich ab 1732 als deren Erben von Gleichen gen. von Rußwurm. Sie erbte von den Rußwurm das Schloss Greifenstein in Bonnland (im heutigen unterfränkischen Landkreis Bad Kissingen), das bis 1938 im Familienbesitz blieb. Die Namen- und Wappenvereinigung mit denen von Rußwurm erfolgte in Wien am 25. Februar 1732, für Heinrich von Gleichen, Fürstl. brandenburgisch-culmbacher Oberjägermeister, Schwiegersohn des Ernst Friedrich von Rußwurm, dem letzten seines Stammes. Seit 1732 gehört die Familie daher zur fränkischen Reichsritterschaft im Kanton Rhön-Werra. Sie wurde am 27. Juli 1858 im Königreich Bayern bei der Freiherrenklasse immatrikuliert und besteht bis heute. Sie führt ein geviertes Wappen, zusammengesetzt aus den Bärentatzen der Ritter von Gleichen und dem knienden Mönch derer von Rußwurm.

### Sekundärliteratur
- Max Wilberg: Regententabellen, Frankfurt an der Oder 1906.; unveränderter fotomechanischer Nachdruck der Auflage, Transpress VEB Verlag für Verkehrswesen, Berlin 1987. ISBN 3-344-00094-2.
- Gerhard Köbler: Historisches Lexikon der deutschen Länder. Die deutschen Territorien vom Mittelalter bis zur Gegenwart. 7., vollständig überarbeitete Auflage, C. H. Beck, München 2007, ISBN 978-3-406-54986-1.